# 黃鰭短鬚石首魚
黃鰭短鬚石首魚為輻鰭魚綱鱸形目鱸亞目石首魚科的其中一種，分布中東太平洋區，從美國加州至墨西哥加利福尼亞灣海域，棲息深度可達45公尺，體長可達56公分，棲息在沿岸沙底質海域，屬肉食性，以魚類、甲殼類、蠕蟲等為食。